# Okazaki

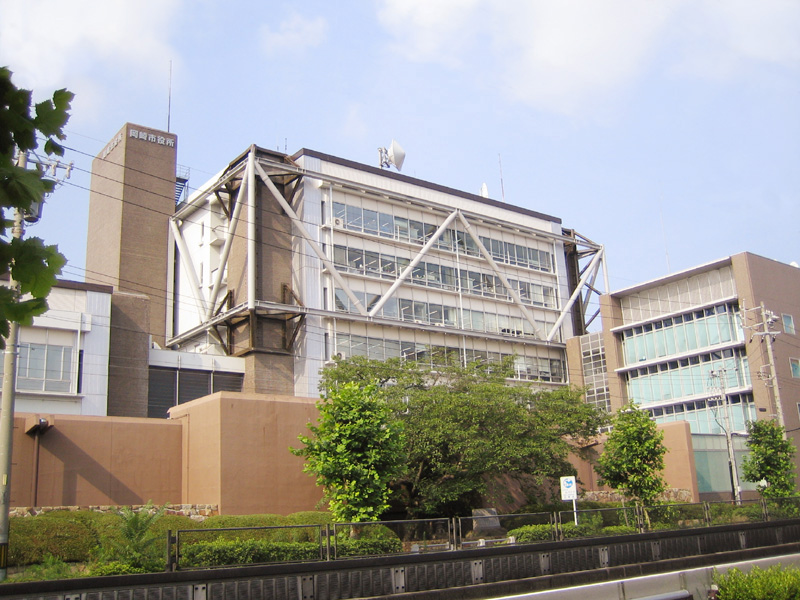
Stadshuset i Okazaki

Okazaki (岡崎市, Okazaki-shi) är en japansk stad i prefekturen Aichi på den centrala delen av ön Honshu. Staden är belägen vid Yahagifloden i den sydöstra delen av Nagoyas storstadsområde. Okazaki fick stadsrättigheter 1 juli 1916 och har sedan 2003
status som kärnstad (japanska: 中核市?, Chūkakushi) enligt lagen om lokalt självstyre.  Den tidigare grannkommunen Nukata inkorporerades till Okazaki 1 januari 2006.

## Vänorter
- Hohhot sedan 10 augusti 1987[2]
- Newport Beach sedan 27 november 1984[2]
- Uddevalla sedan 17 september 1968[2]

## Kända personer från Okazaki
- Tokugawa Ieyasu[2][6]

## Borgmästare
- Kōichi Shibata, 10 september 2000–4 oktober 2012
- Yasuhiro Uchida, 21 oktober 2012–20 oktober 2020
- Yasuhiro Nakane, 21 oktober 2020–

Denna lista hämtas från Wikidata. Informationen kan ändras där.